# Луций Куспий Камерин
Луций Куспий Камерин (на латински: Lucius Cuspius Camerinus) е политик и сенатор на Римската империя през 2 век.
Куспиите произлизат от Пергамон, но са от италийски произход. Луций Куспий Камерин е от скоро познат след откриването на две военни дипломи.
През 126 г. Камерин е суфектконсул заедно с Гай Сений Север. Той е баща на Луций Куспий Пактумей Руфин (консул през 142 г.) и прадядо на Луций (или Гай) Куспий Руфин (консул през 197 г.).